# Estación Corvi
Corvi es una estación ferroviaria que formó parte de la línea Santiago-Valparaíso de la Empresa de los Ferrocarriles del Estado, y del Metro Regional de Valparaíso. Se ubicaba en el sector Corvi, en el sureste de la ciudad de Quillota.

## Historia
Luego del accidente ferroviario de Queronque, ocurrido en 1986, paulatinamente se fue suspendiendo el tráfico de ferrocarriles desde Puerto hacia las ciudades de Quillota y La Calera, hasta ser definitivamente clausurado en 1995, con el abandono de las estaciones de trenes de Quillota.
En la década del 2000, y para descongestionar la movilización de locomoción colectiva urbana e interprovincial, la línea de trenes fue trasladada hacia el este de Quillota para colocar una avenida en su reemplazo. Para ello, en 2004 fue destruida la estación de trenes que funcionaba desde el siglo pasado. Hoy en día, la Avenida Condell reemplaza lo que alguna vez fue la estación, al igual que con la Estación de Quillota, ubicada en pleno centro de la ciudad.